# Spartak Primorje
El Spartak Primorje Vladivostok es un club de baloncesto profesional de la ciudad de Vladivostok, que milita en la Superliga de baloncesto de Rusia, máxima categoría del baloncesto ruso. disputa sus partidos en el SK "Olimpiets", con capacidad para 1250 espectadores.

## Palmarés
- Campeón de la Superleague B: 2

2006, 2011
- Segundo de la liga regular de la Superleague B: 1

2011
- Finalista de la Copa de baloncesto de Rusia: 1

2012